# Iefrémkino
Iefrémkino (en rus: Ефремкино) és un poble de la República de Khakàssia, a Rússia, que en el cens del 2010 tenia 451 habitants. Pertany al districte de Xirà.